# Saintonge
Pour l’article ayant un titre homophone, voir Saint-Onge.
Entités précédentes :
- Aquitaine

Entités suivantes :
- Royaume de France

La Saintonge, anciennement écrit Xaintonge, est une province française dont les limites ont plusieurs fois varié avec le temps. Ses habitants sont les Saintongeais. 
Ancien pays du peuple gaulois des Santons entre la Charente et la Garonne, puis partie de la province romaine d'Aquitaine avec Saintes comme capitale d'un vaste ensemble qui devint le diocèse de Saintes dont le territoire comprenait Cognac, Jarnac et Barbezieux. La Saintonge devient aussi un comté placé selon les époques dans la mouvance des rois et ducs d'Aquitaine, des comtes d'Anjou puis des comtes de Poitiers, avant d'être de nouveau intégrée au duché d'Aquitaine pour plusieurs siècles. 
En 1374, Charles V en détacha l'Aunis pour créer à La Rochelle un gouvernement particulier comprenant Rochefort, Marennes et quelque temps Benon.
Apparaissant comme une marche frontalière entre les domaines capétien et plantagenêt durant le bas Moyen Âge, elle est secouée par des luttes incessantes entre 1152 et 1451, ses seigneurs hésitant souvent entre l'attachement anglo-aquitain et le lien avec Paris. Tout montre que l'attachement anglo-aquitain y a été prédominant jusque vers le milieu du XIVe siècle. Néanmoins, les erreurs de conduite de Henry de Grosmont, comte de Derby (« chevauchée » de 1346) puis du Prince Noir contribuent progressivement à affaiblir le pouvoir anglo-aquitain, et la province passe définitivement sous le contrôle du roi de France en 1451 (prise de Montguyon).
La Saintonge (anciennement écrite Xaintonge) est aujourd'hui une région naturelle aux multiples aspects économiques et géographiques à cheval sur trois départements, la Charente-Maritime (excepté sa partie nord-ouest qui appartient à la province d'Aunis et du pays d'Aulnay, historiquement poitevin), un quart sud-ouest de la Charente comprenant les territoires au sud du Né telles les villes de Barbezieux, Baignes ou Chalais, ainsi que l'extrême-sud des Deux-Sèvres (Frontenay-Rohan-Rohan et jusqu'aux faubourgs sud de Niort). Dans le nord du département de la Gironde, le pays Gabay, de langue saintongeaise, dépendait quant à lui de la Guyenne.
Historiquement parlant, les limites de la Saintonge avec les provinces d'Angoumois, d'Aunis (à l'origine partie de Saintonge), de Guyenne et de Poitou, ont évolué au cours des siècles. De la cité romaine des Santons au diocèse de Saintes, qui englobait Cognac, Jarnac et Barbezieux, au Moyen Âge, la limite avec l'Angoumois (initialement le diocèse d'Angoulême) a évolué, principalement de par les différents comtes d'Angoulême. Cognac est passé en Angoumois avant la naissance de François Ier, et Barbezieux est resté en Saintonge jusqu'à la Révolution avant d'être intégrée au département de la Charente, la séparant de fait du reste de la Saintonge. De même, au XVIIe siècle, les paroisses de Braud et d'Étauliers (pays Gabay) sont placées en Saintonge par Nicolas Sanson (Gouvernement général de Guienne et Gascogne, 1650) et Johannes Blaeu (carte du gouvernement de Guienne et Gascogne, 1662), mais ce n'est plus le cas au siècle suivant, la limite entre les deux provinces passant alors au nord de Saint-Ciers La Lande ou de Braux.

## Géographie

La province de la Saintonge au XVIII et les communes actuelles.

## Histoire

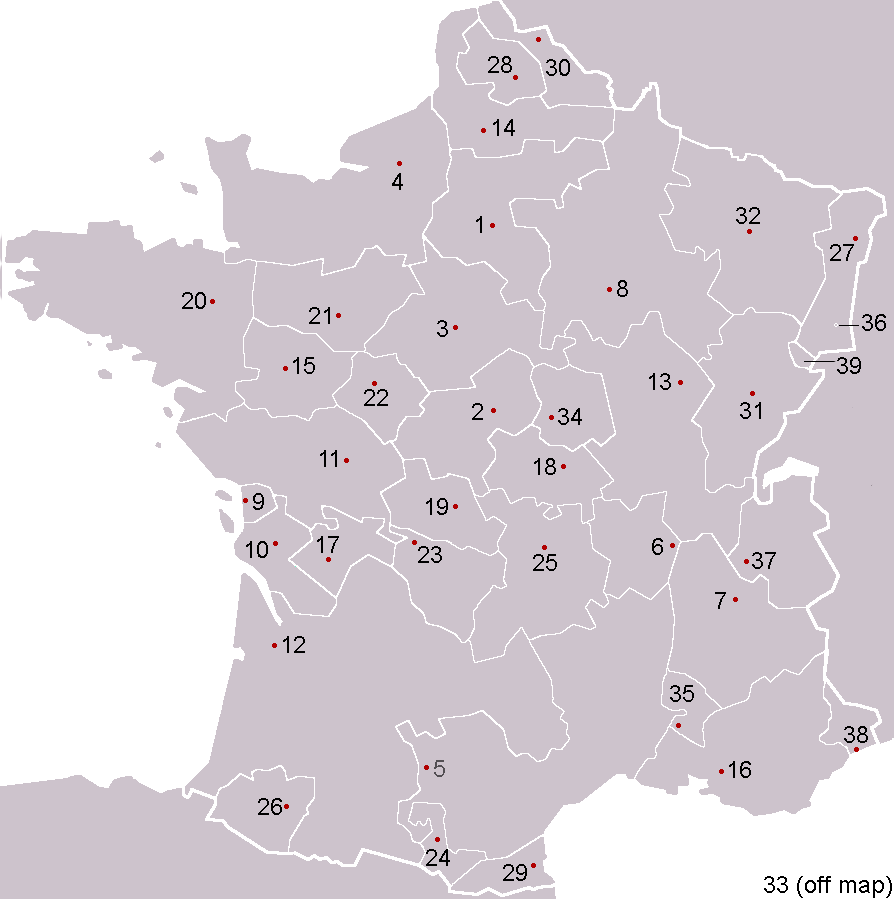
10 : la Saintonge.

### Les origines
Dès le Paléolithique moyen, la Saintonge a été peuplée de Néandertaliens, comme le montrent les découvertes effectuées tout au long des vallées des affluents de la Charente, et tout spécialement celle du fossile surnommé « Pierrette » à Saint-Césaire.
Au Néolithique, la Saintonge a connu une forte implantation de mégalithes, notamment des dolmens à Cognac, Châteaubernard, Saint-Brice, etc. La civilisation de Peu-Richard a occupé la région entre 3200 et 2200 av. J.-C.
Les Ligures s'implantent en Saintonge vers 1800 av. J.-C. et créent à Meschers un important centre de travail du bronze.
Selon la légende, les Santons seraient une colonie troyenne venue après la chute d'Ilion des rives du Xanthe, d'où la devise de la province de Saintonge : Xantones a Xantho nomina sancta tenent.

### Période gauloise et gallo-romaine
Les Gaulois arrivent quant à eux vers le VIIe siècle av. J.-C. en provenance de Germanie. Une tombe de cette époque a été découverte à Meschers contenant un squelette de 1,80 mètre.
Le peuple gaulois des Santons, présent entre Charente et Gironde, va donner son nom à la future province de Saintonge et y laisser une certaine empreinte. Des traces de fossés et cercles funéraires datant de cette époque ont été retrouvés à Breuillet, Médis, Saint-Sulpice-de-Royan et Belmont, sur la commune de Royan.
Pendant la période du Second Âge du Fer, les Santons se sont organisés politiquement autour de l'oppidum de Pons qui devient « l'oppidum des Santons de l'indépendance ». Ce centre commercial et artisanal actif est aussi un centre stratégique fortifié que les Romains occuperont activement à partir de l'annexion des territoires en 58 av. J.-C. et surtout après 52 av. J.-C. lors de la défaite d'Alésia où le chef gaulois Vercingétorix est vaincu.
Pendant le Haut Empire romain, la Saintonge constitua une civitas prospère de la Gaule romaine. La capitale de la province d'Aquitaine seconde fut établie à Mediolanum Santonum, l'actuelle ville de Saintes, qui bénéficia d'importants travaux d'urbanisation : amphithéâtre, thermes, pont sur la Charente, arc votif de Germanicus (et non « de triomphe ») marquant l'arrivée de la via Agrippa, partant de Lugdunum (Lyon, capitale de la Gaule romaine).
Saint Eutrope, originaire de Saintes, au IIIe siècle, a christianisé ce territoire qui comprenait aussi l'Aunis. Il fut martyrisé et le blason de la Saintonge représente d'ailleurs sa mitre, celle du premier évêque de Saintes, entourée de trois fleurs de lys, sur fond bleu.
Saintes fut envahie successivement par les Alains, les Vandales au début du IVe siècle et par les Wisigoths en 419. En 507, elle fut conquise par Clovis avec le reste de l'Aquitaine et incorporée au Regnum Francorum. Morcelée en de nombreux fiefs, les seigneuries les plus importantes en étaient celles de Saintes, de Saint-Jean-d'Angély, d'Aulnay, de Cognac, de Jarnac et de Jonzac.
En 565, un Waddon est mentionné comme comte de Saintonge.
Au Xe siècle, l'Aunis est séparée de la Saintonge qui va dépendre du sénéchal du Poitou jusqu'en 1360.

### La guerre de Cent Ans

Blason de la province :
D'azur à la mitre d'argent accompagnée de trois fleurs de lys d'or.

Aux XIe siècle et XIIe siècle les sires de Châtelaillon jouent un rôle important sur ce territoire, qui passe sous domination anglaise en 1152, par le mariage d'Aliénor d'Aquitaine avec Henri Plantagenêt. Il fut repris en partie (rive droite de la Charente) à Jean sans Terre entre 1204 et 1210,
Le 1er août 1242, à la suite de la célèbre bataille de Taillebourg, le roi Louis IX impose les dures conditions du traité de Pons au roi d'Angleterre.
En 1271, à la mort d'Alphonse de Poitiers, conformément au traité de Paris de 1259, la partie sud de la Saintonge limitée par la rive gauche de la Charente reste au duc d'Aquitaine, roi d'Angleterre (Henri III). Au traité de Brétigny de 1360, la totalité de la Saintonge appartient à la Guyenne anglaise, au nord comme au sud de la Charente. En 1371, elle est reconquise dans sa quasi-totalité par Bertrand Du Guesclin, et en 1375, elle est officiellement réunie à la couronne de France par le roi de France Charles V. Cet acte symbolique ne met cependant nullement fin à l'anarchie qui règne dans les campagnes (écumées par des brigands, les Écorcheurs) ni aux combats entre Français et Anglo-aquitains, qui se poursuivent dans le sud de la province (siège de Montendre en 1402 ; prise de Montguyon - prélude à la conquête de la Guyenne - en 1451, sous la conduite de Jean de Dunois).

### Les guerres de Religion
De 1542 à 1549, elle connut de sérieuses révoltes contre la gabelle (jacquerie des Pitauds), jusqu'à l'édit de Henri II, roi de France.
À partir des années 1550, les idées de la Réforme se développèrent rapidement et le protestantisme y devint très actif, avec La Rochelle, dans l'Aunis voisin, devenue une des capitales et place forte des protestants. La paix de Saint-Germain-en-Laye, le 8 août 1570, reconnaît d'ailleurs La Rochelle comme une des quatre places de sûreté accordées aux Protestants.
Les années 1570 à 1590 furent marquées par les terribles guerres de Religion, et de 1593 à 1595 eut lieu la première révolte des Croquants.
Signé en 1598 par Henri IV, roi de France, l'édit de Nantes apporta une vingtaine d'années de paix, jusqu'en 1620. Saint-Jean-d'Angély tombe en 1621, face à Louis XIII roi de France, et en 1628 après le siège de la Rochelle, la Saintonge est de nouveau regroupée avec l'Aunis dans une Généralité.
Dans les années 1630 à 1650, la guerre de Trente Ans fit des ravages et fut accompagnée de révoltes paysannes contre les nouveaux impôts de 1629 à 1643: les Croquants. De 1650 à 1653, la Fronde des Princes touche la Saintonge et provoque la misère des campagnes.
Les années 1660 connaissent une reprise des persécutions à l'égard des protestants, qui aboutissent en 1685, à la révocation de l'édit de Nantes, qui verra le début de l'exode de nombreux huguenots vers le Nouveau Monde, et l'arrivée de Fénelon, chargé de la conversion des protestants locaux.

### L'époque révolutionnaire et napoléonienne
À partir de 1744, des loges maçonniques d'obédience anglaise sont fondées à Saintes, à Rochefort et à La Rochelle, et en 1757 et 1758, les côtes subissent des incursions britanniques. L'année 1785 est marquée par de mauvaises récoltes et la disette, et l'année 1789 par une très forte crise agricole.
De 1790 à 1794, les campagnes de la Saintonge sont marquées par des révoltes importantes et par la Terreur (troubles anti-seigneuriaux, révolte vendéenne, menaces britanniques). La plus grande partie de la province rejoint le nouveau département de la Charente-Inférieure, avec Saintes comme préfecture, qui sera transférée à La Rochelle en 1810. La partie orientale de la province, autour de Barbezieux, est rattachée au département de la Charente.

## Culture saintongeaise

### Personnalités et familles célèbres.

#### Personnes
- Pierre Dugua de Mons (1550-1628), premier colonisateur de la Nouvelle-France, dont Samuel de Champlain fut le lieutenant ;
- Samuel de Champlain (1570-1635), explorateur et le fondateur de la ville de Québec et de l'Acadie ;
- Agrippa d'Aubigné (au château de Saint-Maury près de Pons, 1552-1630), écrivain ;
- Guy Chabot de Saint-Gelais, second baron de Jarnac (1514 - 6 août 1584), auteur du célèbre coup de Jarnac ;
- Jean Ogier de Gombauld (1576-1666), poète et auteur dramatique ;
- Raymond de Montaigne (1581-1637), évêque de Bayonne et lieutenant général de la sénéchaussée de Saintonge ;
- Bernard Palissy (1509-1590), céramiste ;
- François Fresneau de La Gataudière (1703-1770), ingénieur du Roi, il a découvert l'hévéa, l'arbre à caoutchouc ;
- Joseph Ignace Guillotin (1738-1814), médecin et homme politique français, né à Saintes. Il est connu pour avoir fait adopter, sous la Révolution française, la guillotine comme mode unique d’exécution capitale.
- Barthelemy Gautier, dessinateur caricaturiste pontois.
- Pierre Jônain, patoisant saintongeais.
- Odette Comandon, (1913-1996), actrice saintongeaise, auteure de comédie en saintongeais.
- Clément Gabriel Villeneau, (1875-1964), docteur en droit, député de la Charente-Maritime.
- Docteur Jean, (1831-1932), maire de Rouffiac, auteur en Saintongeais.
- Goulebenèze,(1877-1952), barde charentais.

#### Famille
- Famille de Brémond d'Ars
- Famille de Sainte-Hermine
- Famille de la Trémoïlle

### Une langue régionale de France
Le saintongeais est une langue attestée depuis huit siècles et toujours vivante. Les plus anciens écrits qui lui sont associés sont deux textes de la première moitié du XIIIe siècle : le Turpin saintongeais et Tote l'istoire de France, appelés Les Chroniques saintongeaises. Il est devenu officiellement Langue régionale de France en 2007 dans le cadre de la langue d'oïl.

### Édifices remarquables

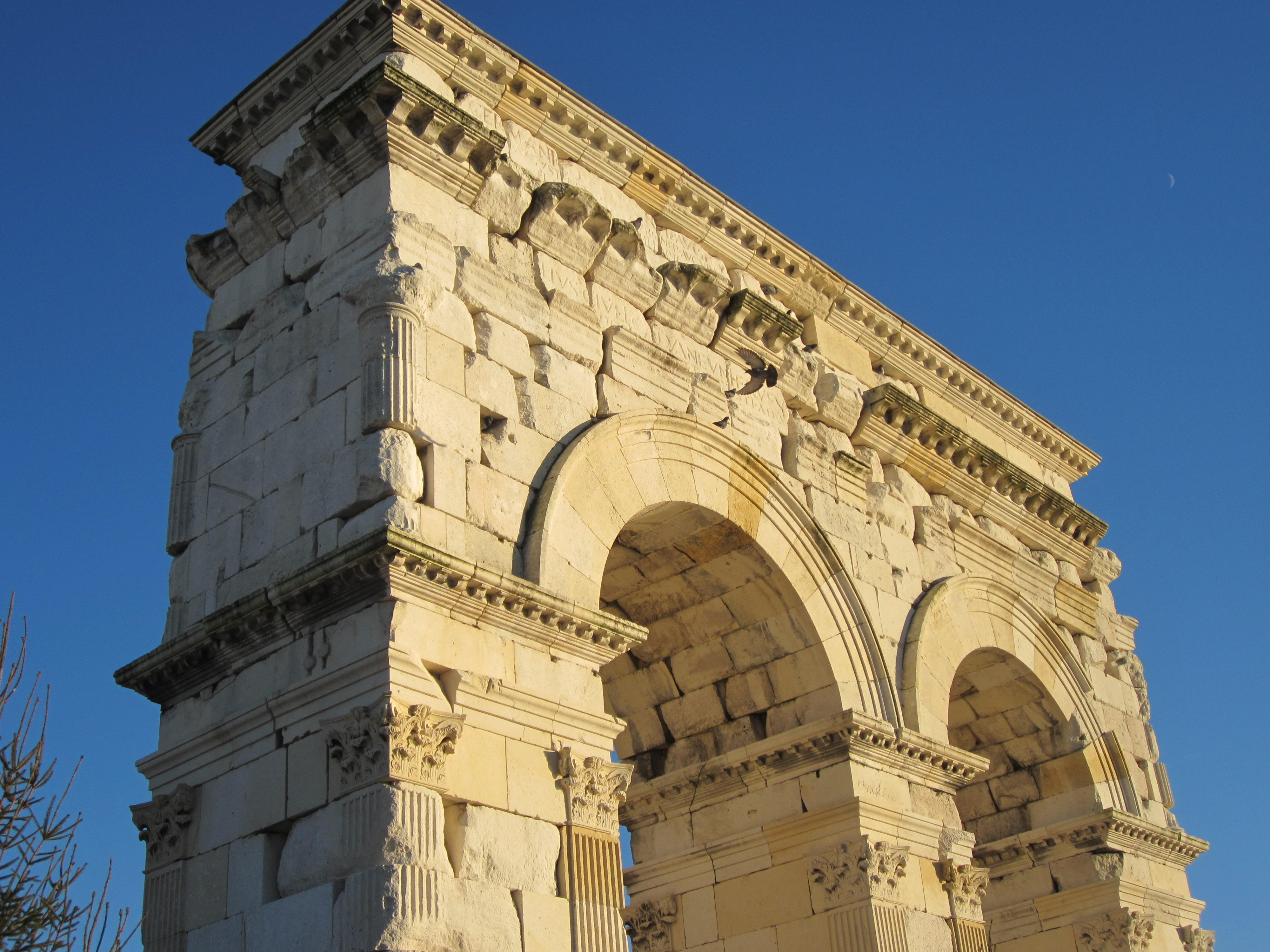
Arc de Germanicus à Saintes.

- Vestiges gallo-romains de Saintes dont l'amphithéâtre de Saintes, l'arc de Germanicus ou les thermes de Saint-Saloine ;
- Les églises romanes que l'on trouve dans de nombreux villages ;
- Les haltes du chemin de Saint-Jacques de Compostelle : Basilique Saint-Eutrope, Hôpital des pèlerins de Pons, classés au Patrimoine mondial de l'Humanité ;
- Les édifices religieux de Saintes : la cathédrale Saint-Pierre et l'abbaye aux Dames ;
- L'église romane Sainte-Radegonde de Talmont-sur-Gironde ;
- L'ancienne abbatiale de Saint-Jean-d'Angély ;
- Les fortifications du littoral : fort Boyard, fort Louvois, citadelle du Château-d'Oléron ;
- La ville fortifiée de Brouage ;
- Les églises fortifiées le long de la Charente ;
- Les châteaux, du donjon de Pons au château de Javarzay, en passant par le château de Barbezieux, le château de la Rochecourbon, le château de Taillebourg ;
- Les centres historiques de Saintes et Saint-Jean-d'Angély ;
- Les ponts de l'estuaire de la Charente : pont suspendu de Tonnay-Charente, pont transbordeur de Martrou près de Rochefort ;
- Le site gallo-romain de Barzan.